# Ekkehard Kittner
Ekkehard Kittner (* 27. November 1942 in Pansdorf im Landkreis Liegnitz) ist ein deutscher Politiker (CDU).
Kittner machte 1961 sein Abitur in Zwickau. Nach dem Studium an der Freien Universität Berlin legte er 1969 das Examen als Diplom-Politologe ab und wirkte später auch als Dozent.
Zunächst trat Kittner 1962 der Jungen Union (JU) bei, 1967 auch der CDU. Bei der Berliner Wahl 1975 wurde er über die Bezirksliste Neukölln in das Abgeordnetenhaus von Berlin gewählt. 16 Jahre war er im Parlament tätig, zuletzt mit einem Direktmandat für den Wahlkreis Neukölln 5. Im Januar 1991 schied Kittner aus, da er von der Bezirksverordnetenversammlung Neukölln als Bezirksstadtrat gewählt wurde. Sein Nachrücker im Abgeordnetenhaus wurde Günter Mardus.
Kittner ist der Ehrenvorsitzende der CDU Britz.